# Markvardsgatan

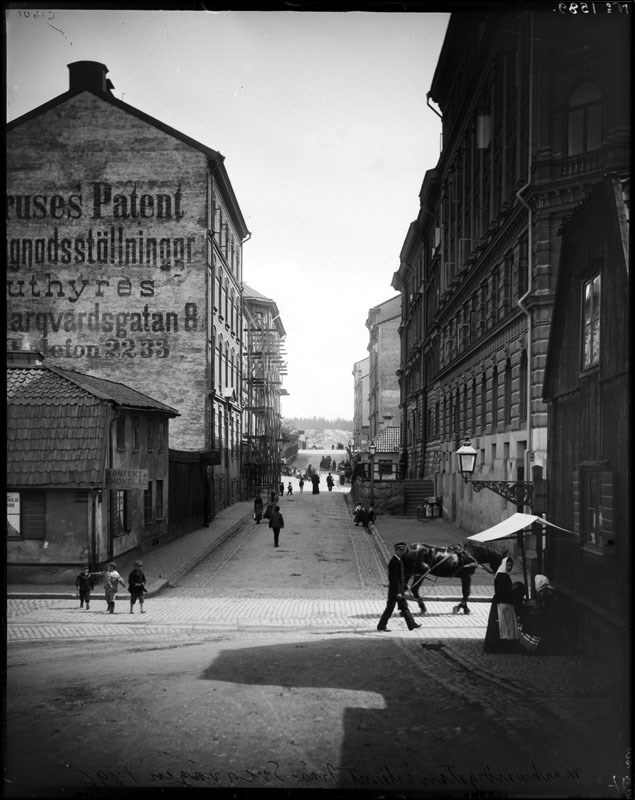
Markvardsgatan österut från Sveavägen, slutet av 1800-talet

Markvardsgatan är en gata i stadsdelen Vasastan i Stockholm som löper parallellt med Odengatan. Gatan sträcker sig mellan Sveavägen och observatorielunden i sydväst och Tulegatan med Norra Real i nordost och närhet till Odenplan och Observatorielunden. Området präglas av äldre bebyggelse från tidigt 1900-tal.
Hans Georg Mareqvardt som levde i slutet av 1600-talet ägde hus på platsen. Gatan debuterar på kartan över Stockholm år 1702, 1828 benämns gatan som Marqvards Gränd och 1855 som Marquards gränd.